# Торнадо 2
Торнадо (енгл. Twisters) амерички је филмски трилер из 2024. Режију потписује Ли Ајзак Чунг, по сценарију Марка Л. Смита, док главне улоге тумаче Дејзи Едгар Џоунс, Глен Пауел и Ентони Рамос. Самостални је наставак филма Торнадо из 1996.

## Радња
Кејт Купер, бивша ловкиња на олује коју је прогањао разорни сусрет са торнадом током студија, сада проучава олује са сигурног екрана у Њујорку. Њен пријатељ Хави је намами на отворено да тестира револуционарни нови систем за праћење. Тамо им се путеви укрштају са Тајлером Овенсом, шармантном и безобзирном суперзвездом друштвених медија, који ужива да објављује авантуре у лову на олују са својом раскалашном екипом, што опасније, то боље. Како се сезона олуја интензивира, ослобађају се никада раније виђени, застрашујући феномени, а Кејт, Тајлер и њихови такмичарски тимови се налазе у животној борби на путевима вишеструких олујних система који се спајају изнад централне Оклахоме.

## Улоге
| Глумац            | Улога        |
| ----------------- | ------------ |
| Дејзи Едгар Џоунс | Кејт Купер   |
| Глен Пауел        | Тајлер Овенс |
| Ентони Рамос      | Хави         |